# NGC 2757
NGC 2757 est constitué d'une paire d'étoiles rapprochées située dans la constellation de l'Hydre. L'astronome américain Frank Müller a enregistré la position de ces deux étoiles en 1886.